# Genki Nakayama
Genki Nakayama (中山 元気 Nakayama Genki?), född 15 september 1981 i Yamaguchi prefektur, är en japansk före detta fotbollsspelare.
Nakayama började sin karriär 2000 i Sanfrecce Hiroshima. 2005 flyttade han till Consadole Sapporo. Han spelade 155 ligamatcher för klubben. Efter Consadole Sapporo spelade han för Shonan Bellmare och Renofa Yamaguchi FC. Han avslutade karriären 2012.